# Ludwig Bohnstedt

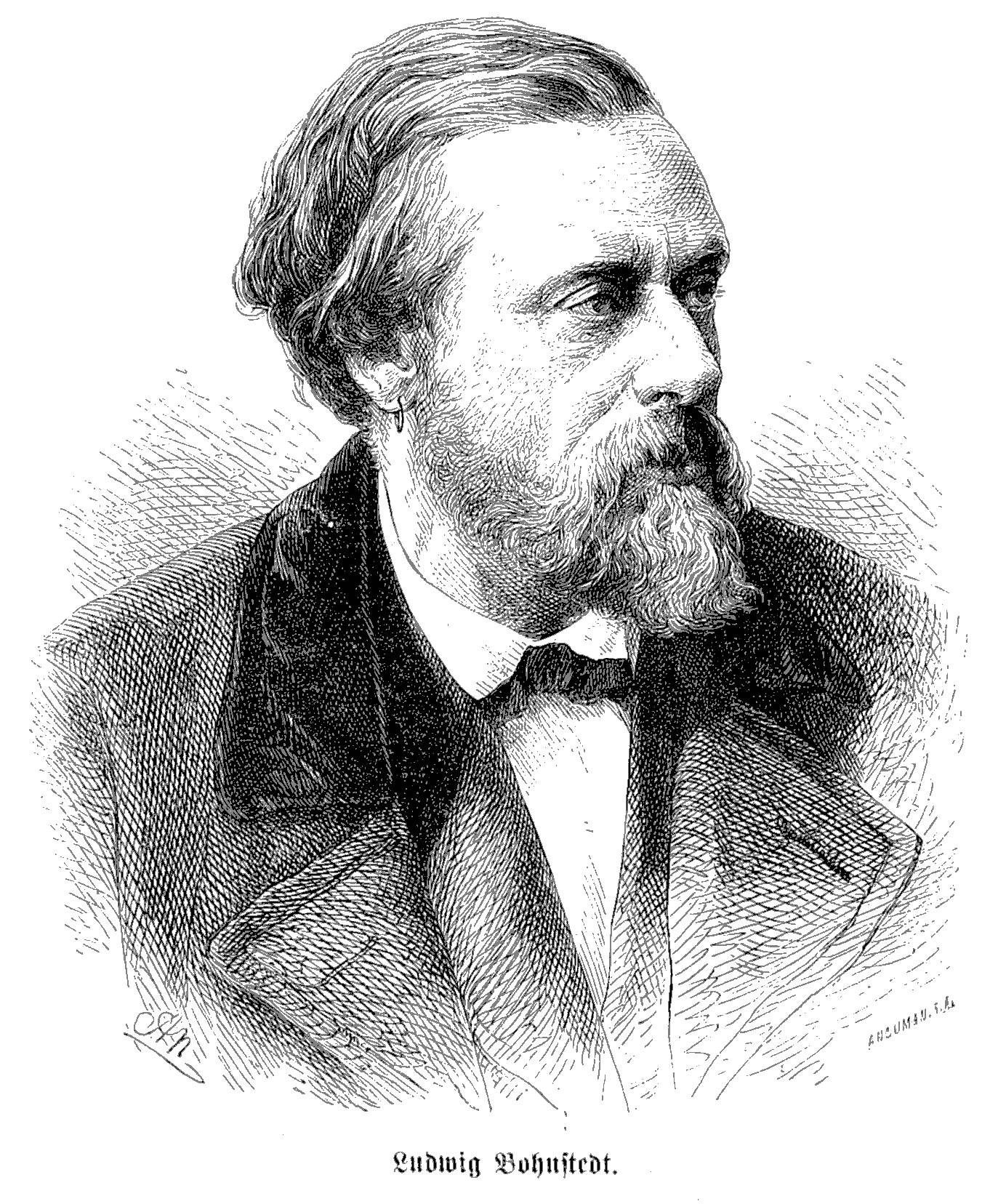
Ludwig Bohnstedt en Die Gartenlaube (1872).

Franz Ludwig Carl Bohnstedt (San Petersburgo, 27 de octubre de 1822-Gotha, 3 de enero de 1885) fue un arquitecto alemán del Báltico, que pasó gran parte de su carrera en Turingia.

## Vida y obra
Nació en Rusia, en el seno de una familia de inmigrantes alemanes, y empezó su educación en la Escuela de San Pedro. En 1839, con diecisiete años de edad, se matriculó en la Universidad de Berlín, donde estudió filosofía, pero pronto abandonó en favor de estudiar arquitectura en la Academia de las Artes de Prusia, con Heinrich Strack. Retornó a San Petersburgo en 1843, y encontró un puesto en el estudio de Rudolf Zhelyazevich. Mientras estuvo ahí, asistió a clases en la Academia Imperial de las Artes y fue nombrado "artista libre".

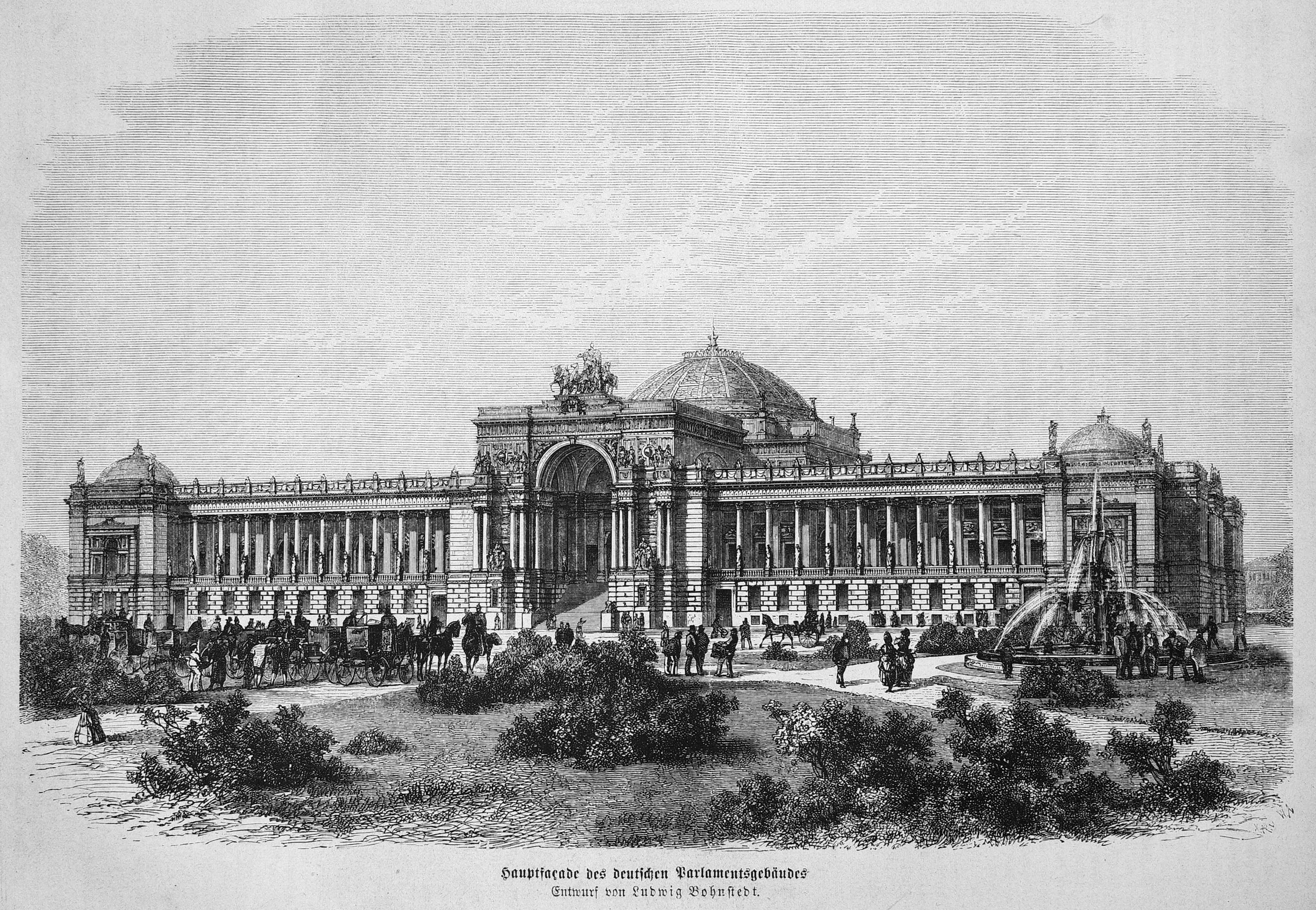
Su diseño original para el Reichstag.

A finales de la década de 1840, fue nombrado Arquitecto de la Corte; ayudó a restaurar las propiedades reales en las islas Kamenny, y en Oranienbaum. En 1850, se casó con Olga van der Vliet (1833-1906). Tuvieron cinco hijos, incluyendo a Ernst (1851-1908), director de fábrica, Alfred (1854-1906), que también se hizo arquitecto, e Ida (1858-1916), pintora. Entre 1851 y 1854, fue el Arquitecto Jefe del gobierno ruso. Después de 1858, fue Consejero y Profesor en la Academia Imperial. Durante este tiempo, entró en numerosas competiciones de diseño, mayormente en Alemania, pero también en Inglaterra, España e Italia.
Este enfoque en Alemania, así como por consideraciones de salud, lo condujo a Sajonia-Coburgo-Gotha, donde se estableció con su familia en 1862, y trabajó como arquitecto oficial para la ciudad de Gotha. Sirvió como "Senador" honorario para la construcción de edificios ahí, entre 1866 y 1871.
Al año siguiente, entró en la que sería su competición más importante; el diseño de un nuevo edificio para el Reichstag, en Berlín. Más de un centenar de arquitectos presentaron diseños. Su diseño ganó el primer premio. Debido a asuntos políticos y financieros sin resolver, la construcción fue pospuesta indefinidamente. Algunos involucrados pudieron sentirse incómodos por su origen extranjero. De todos modos, se quitó el asunto de la cabeza y continuó con otras competiciones; ganando una para la nueva sede del Banco de Finlandia en 1876. Mientras, también se convirtió en miembro de la Academia Prusiana (1874), y miembro honorario de la Academia de Arquitectura de Ámsterdam (1875).
Después, en 1881, el proyecto del Reichstag fue revivido, pero en lugar de usar su proyecto, se anunció una nueva competición. Sus intentos de revertir esta decisión fueron en vano. Muchos de sus colegas no lo apoyaron, diciendo que su diseño de casi diez años de antigüedad era ahora obsoleto. A regañadientes presentó una reelaboración de sus planes. Recibieron poca atención y, en 1882, el contrato fue a Paul Wallot, un arquitecto de Frankfurt. En 1883, se puso enfermo y sufrió un ataque que lo dejó incapacitado para trabajar. Duró hasta enero de 1885.

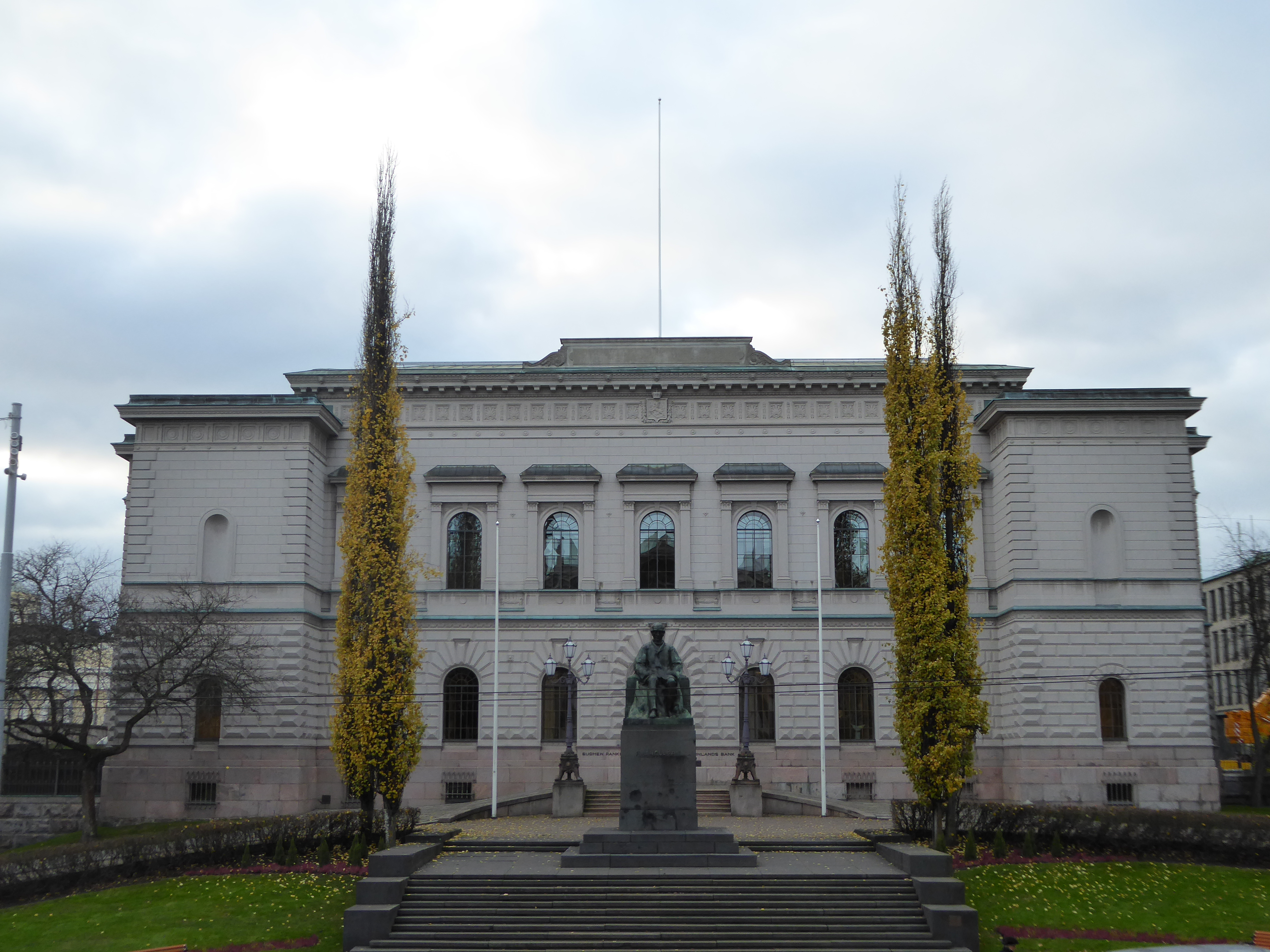
El Banco de Finlandia, con una estatua de Johan Vilhelm Snellman por Emil Wikström.